# Adolf Busemann
Adolf Busemann (Lübeck, 20 de abril de 1901 — Boulder, 3 de novembro de 1986) foi um engenheiro aeroespacial alemão.

## Biografia
Após estudar engenharia mecânica na Universidade Técnica de Braunschweig, com doutoramento em 1924 sob orientação de August Föppl, com tese sobre vibração torsional de barras, dedicada a investigar um problema da mecânica, embora Föppl também lecionasse uma disciplina de aerodinâmica.

## Obras
- Physikalische Grundlagen der Elastomechanik. Kapitel 1 in: Handbuch der Physik, Band VI: Mechanik der elastischen Körper. Berlim: Springer, 1928
- Der Wärme- und Stoffaustausch. Dargestellt im Mollierschen Zustandsdiagramm für Zweistoffgemische. Berlim: Springer, 1933
- Aufgaben der Hochgeschwindigkeitstechnik. Vortrag, gehalten in der 2. Wissenschaftssitzung der ordentlichen Mitglieder der Deutschen Akademie der Luftfahrtforschung am 12. November 1937, Sitzungsperiode 1937/38. In:  Schriften der Deutschen Akademie der Luftfahrtforschung, Heft 30. München, Berlin: Oldenbourg Verlag, 1940
- Dynamik, Band 4 der "Vorlesungen über technische Mechanik" von Adolf Busemann, Ludwig Föppl und Otto Föppl. München: Oldenbourg Verlag, diverse Auflagen, z. B. 9.1942
- Die achsensymmetrische kegelige Überschallströmung Luftfahrtforschung Bd. 19, 1942, S.137